# Gahaniella brasiliensis
Gahaniella brasiliensis är en stekelart som först beskrevs av Gomes 1941.  Gahaniella brasiliensis ingår i släktet Gahaniella och familjen sköldlussteklar. Inga underarter finns listade i Catalogue of Life.